# Seznam rimskih vladarjev
Seznam rimskih vladarjev je razdeljen po obdobjih različnih tipov oblasti.

## Rimsko kraljestvo
- 753 pr. n. št. - Romul
- 716 pr. n. št. - Numa Pompilij
- 673 pr. n. št. - Tul Hostilij
- 640 pr. n. št. - Ank Marcij
- 616 pr. n. št. - Tarkvinij Prisk
- 578 pr. n. št. - Servij Tulij
- 534 pr. n. št. - Tarkvinij Superb

## Rimska republika
- 509 pr. n. št. - konzulstvo
- 509 pr. n. št. - kvestorji
- 498 pr. n. št. - diktatorstvo
- 494 pr. n. št. - plebejski tribunat
- 494 pr. n. št. - plebejci edili
- 444 pr. n. št. - konzulski tribunat
- 435 pr. n. št. - cenzorji
- 366 pr. n. št. - pretorji
- 366 pr. n. št. - kurulski edili
- 362 pr. n. št. - vojaški tribuni
- 326 pr. n. št. - prokonzuli
- 311 pr. n. št. - pomorski duumvirat
- 217 pr. n. št. - diktator Fabij Maksim
- 133 pr. n. št. - tribun Tiberij Grakh
- 123 pr. n. št. - tribun Gaj Grakh
- 82 pr. n. št. - diktator Sula
- 60 pr. n. št. - prvi triumvirat
- 46 pr. n. št. - diktator Gaj Julij Cezar
- 43 pr. n. št. - drugi triumvirat

## Rimski imperij
- glej seznam rimskih cesarjev